# Македонија у Народноослободилачкој борби
Народноослободилачка борба у Македонији (мкд. Народно-ослободителна борба на Македонија) вођена је од 11. октобра 1941. до 23. новембра 1944. године. Након Априлског рата, југословенски део Македоније поделиле су италијанска марионетска Велика Албанија и Краљевина Бугарска. Покрајинско руководство КПЈ на челу са пробугарски оријентисаним секретаром Методијем Шаторовим оклевало је да подигне оружани устанак против окупатора. Након уклањања Шаторова и започетих припрема, оружани устанак у Вардарској Македонији започео је 11. октобра 1941. године, нападом Прилепског партизанског одреда на бугарску станицу у Прилепу. Устанак је почео да се омасовљује тек почетком 1942. године. Ослобађање Вардарске Македоније завршило је средином новембра 1944. године.

## Окупација и припреме за устанак
По почетку Априлског рата, у Вардарској Македонију су са истока ушле јединице бугарске војске, а на западу италијанске из њихове марионетске државе Албаније. Вардарска Македонија је подељена тако да је „Великој Албанији“ припојен део око градова Тетово, Гостивар, Кичево, Струга и део Преспе, а Бугарској остали део Вардарске Македоније.
Након почетка окупације, априла 1941. године на састанцима Месних комитета КПЈ у Прилепу, Тетову, Куманову, Охриду, Битољу, Велесу, Крушеву, Кавадарцима и осталим местима, прихваћено је писмо Централног комитета КПЈ у којем се позивало на припремање оружаног устанка, те је договорено скупљање оружја и муниције. Међутим, секретар Покрајинског комитета КПЈ у Вардарској Македонији, Методије Шаторов, бојкотовао је провођење наредби ЦК КПЈ, донео одлуку да се оружје предаје бугарском окупатору и прикључио македонску партијску организацију Бугарској радничкој партији. Шаторова је у томе подржао Централни комитет бугарске партије. Одлуком ЦК КПЈ од 24. јула 1941. године, Шаторов је смењен и суспрендован је цео Покрјаински комитет КПЈ за Македонију. Након тога је био формиран нови Покрајински комитет на челу са Лазаром Колишевским.
Већ у априлу и мају исте године, предузете су прве дивезије и саботаже, попут паљења авиона, камиона, уништавања возова и остало. У септембру су се догодили први сукоби са бугарским јединицама код Богомилског тунела, на железничкој прузи Велес-Прилеп и у Водном код Скопља. У мају је Покрајински комитет КПЈ за Македонију формирао Војну комисију за припремање и дизање оружаног устанка, а у септембру је формиран Покрајински штаб партизанских одреда Македоније за руковођење оружаним акцијама, чији су чланови били Лазар Колишевски, Мирче Ацев, Страшо Пинџур, Михаило Апостолски и Цветко Узуновски. У августу је био формиран први партизански одред у Вардарској Македонији, Први скопски партизански одред.

## Оружана борба против окупатора
Иако је и пре било акција против окупатора у Вардарској Македонији, напад Прилепског партизанског одреда на бугарску полицијску станицу у Прилепу, 11. октобра 1941. године, означио је почетак масовног оружаног устанка против фашистичке немачке, бугарске и италијанско-албанске окупације.
На Јануарском саветовању у Скопљу, одржаном 1942. године, била је представљена анализа дотадашњег развоја устанка и договорен даљи развој борбе. Након оснивања више нових партизанских одреда и ширења оружаног устанка од лета 1942. године биле су формиране прве ослобођене територије у Вардарској Македонији. Народноослободилачки покрет у Вардарској Македонији додатно је учврстио делегат Централног комитета КПЈ и Врховног штаба НОВ и ПО Југославије, Светозар Вукмановић Темпо, који је имао сва овлашћења за организационо учвршћење КПЈ у Вардарској Македонији. Тако је, марта 1943. године, у Тетову је основана Комунистичка партија Македоније и формиран њен први састав Центрланог комитета са Лазаром Колишевским као секретаром.
На Преспанском саветовању, од 2. до 4. фебруара 1943. године, договорено је формирање већих партизанских јединица, оснивање органа народне власти (Народноослободилачки одбори), започете припреме за заседање Антифашистичког собрања народног ослобођења Македоније (АСНОМ) и издавање Манифеста о крајњим циљевима Народноослободилачке борбе.
Након капитулације Италије, 8. септембра 1943. године, проширен је опсег слободних територија у западној Вардарској Македонији. Кичево и Дебар били су први ослобођени градови након капитулације. Тамошња највећа слободна територија, Дебарца, обухватала је градове Кичево, Дебар, Стругу, Охрид и Преспу. Тада је Главни штаб Народноослободилачких партизанских одреда Макеодније (ГШ НОПОМ) организован у Главни штаб Народноослободилачке војске и партизанских одреда Македоније (ГШ НОВ и ПОМ).
Оснивањем регуларних војних јединица, борба против окупатора прерасла је у рат за ослобођење и изградњу македонске државе. Тада су при ГШ НОВ и ПОМ почеле да делују прве иностране војне мисије, успостављена је радио-веза са Врховним штабом НОВ и ПО Југославије и започети преговори чланова ГШ НОВ и ПОМ са немачком командом у Струги о размени заробљеника. Вардарска Македонија је подељена у пет опративних зона, оснивани су народноослободилачки одбори, основан је Иницијативни одбор за Прво заседнаје АСНОМ-а и изабрани делегати за Друго заседање АВНОЈ-а.

## Завршне борбе за ослобођење
Након Фебруарског похода и тзв. Пролећне офанзиве 1944. године, македонске јединице Народноослободилачке војске започеле су операције за коначно ослобођење земље. Другог августа 1944. године, одржано је Прво заседање АСНОМ-а у манастиру „св. Прохор Пчињски“, чиме је конституисана нова македонска држава као федерална јединица унутар Демократске Федеративне Југославије. Ослобађањем Тетова, 19. новембра 1944. године, завршило је ослобађање вардарског дела Македоније, на којем ће касније бити формирана Народна Република Македонија.
У завршним борбама за ослобођење Вардарске Македоније борило се око 66.000 бораца у седам дивизија и три корпуса, који су након ослобођења Вардарске Македоније наставили борбе за ослобођење Србије. Петнаести македонски корпус учествовао је у борбама на Сремском фронту и у завршним операцијама за ослобођење Југославије, маја 1945. године.
|                  | крај 1941 | крај 1942 | септ. 1943 | крај 1943 | крај 1944 |
| ---------------- | --------- | --------- | ---------- | --------- | --------- |
| број војника НОВ | 1.000     | 2.000     | 10.000     | 7.000     | 66.000    |

Укупно је у Вардарској Македонији од 1941. до новембра 1944. године погинуло око 24.000 људи, при чему: 7.000 Јевреја, 6.000 Срба, 6.000 Македонаца, 4.000 Албанаца и 1.000 Бугара. Овде су укључени око 3.000 „колаборациониста“, „контрареволуционара“ и цивилних жртава. Јевреји су углавном страдали у концентрационим камповима а око 14.000 људи је страдало у борбама од чега 5.000 Македонаца.

## Галерија

### Галерија ратних фотографија
- Прилепски партизани 1941.
- Партизански одред Даме Грујев 1942.
- Партизански одред Димитар Влахов 1942.
- Партизански одред Гоце Делчев 1943.
- Партизански одред Орче Николов 1943.
- Партизански одред Сава Михајлов 1943.
- Прва македонско-косовска бригада 1943.
- Јединице у Отешеву 1943.
- Прва македонска егејска бригада 1944.
- Ослобођење Куманова 1944.
- Ослобођење Прилепа 1944.
- Ослобођење Скопља 1944.

### Галерија споменика
- Меморијални центар Првог заседања АСНОМ-а у селу Пелинце
- Споменик Стиву Наумову у Битољу
- Споменик женама борцима у НОБ-у, Тетово
- Споменик палим борцима за слободу, Скопље
- Споменик ослободиоцима Скопља
- Споменик палим борцима у Делчеву
- Статуа Чедета Филиповског у Гостивару
- Статуа на Споменику народној револуцији у Куманову
- Статуа Јосифа Јосифовског у Преспи
- Статуа Кузмана Јосифовског у Прилепу
- Споменик Револуцији народа Македоније у Битољу
- Споменик Вере Јоцић у Македонској Каменици